# عود يوناني
عود يوناني (الاسم العلمي:Aquilaria yunnanensis) هو نوع من النباتات يتبع جنس العود من الفصيلة المثنانية.